# Almindelig hvidmos
Almindelig hvidmos (Leucobryum glaucum) er en mosart, der danner kompakte puder på op til en halv meters højde på morbund i skove. Almindelig hvidmos er på Habitatdirektivets bilag V.

## Beskrivelse
Almindelig hvidmos danner hvidlige til lyst blågrønne, tætte puder eller mere løse tuer. bladene sidder tæt, og de er oprette, lancetformede og oprullede til næsten rørformede, og de ændres kun lidt ved udtørring. De meget sjældne sporehuse er asymmetriske og furede ved udstørring. Sporerne er gullige eller brune og næsten glatte til svagt vortede.
I Danmark er planten næsten altid steril og sporehuse er meget sjældne. Men bladene i toppen knækker let af og kan vokse ud til nye planter. Ved kønnet formering derimod (som forekommer meget sjældent hos alm. hvidmos) vokser dværgagtige hanplanter på bladene af hunplanterne eller i den tætte rhizoidfilt. Efter befrugtningen dannes oprette stilke (seta) med sporehuse.
Højde x bredde og årlig tilvækst: 0,15 x 0,50 m (1 x 2 cm/år).

## Hjemsted
Almindelig hvidmos er naturligt udbredt i Østasien, Nord- og Mellemamerika samt Europa. Den vokser på sure og fugtige eller våde steder, hvor jorden består af førne eller morr. Derfor findes den oftest i nåleskove, moser og på klippesider eller døde træer.
I Danmark er den ret udbredt, men ses især i Nordsjælland og Nord- og Vestjylland.
I Ulkestrup Lyng, som er en del af Åmosen ved Tissø i Vestsjælland findes arten på højmose sammen med bl.a. dunbirk, femradet ulvefod, gråpil, mosebølle, rødgran, skovarve, stilkeg, stor fladstjerne, tuekæruld og tyttebær
| Portal | Portal:Botanik |

## Note
1. ↑  Naturstyrelsen: Botanisk kortlægning af Åmosen